# VisionAire 500K de 1999
O VisionAire 500K de 1999 seria a terceira etapa da temporada de 1999 da Indy Racing League. Disputada em 1 de maio, foi encerrada com apenas 79 das 208 voltas programadas devido a um acidente envolvendo os pilotos John Paul Jr., Scott Harrington e Stan Wattles. 3 torcedores morreram atingidos por destroços e 8 ficaram feridos.

## Classificação
Greg Ray foi o pole-position da prova, com o tempo de 24.320 segundos (média de 357.337 km/h). Foi a segunda vez consecutiva que o piloto da Team Menard largaria na primeira posição em 1999.

## Corrida
Na volta 62, Stan Wattles, da Metro Racing, teve um problema na suspensão de seu Dallara-Oldsmobile #19 e bateu no muro; pouco depois, John Paul Jr. passou por cima dos destroços do carro de Wattles e também atingiu o muro, destruindo a traseira de seu G-Force #10. Ao tentar desviar, Scott Harrington foi para a grama, porém ficou sem aderência ao voltar para a pista.
Três torcedores morreram atingidos pelos destroços do carro de John Paul Jr., enquanto 8 ficaram feridos, porém sem gravidade. Devido às mortes, a prova foi cancelada - Eddie Cheever, que estava na terceira posição antes da bandeira vermelha, aprovou a decisão de encerrar a corrida, que não teve seus resultados homologados pela categoria.